# 1182 dans les croisades
Cette page regroupe les évènements concernant les Croisades qui sont survenus en 1182 :
- juillet : Baudouin IV le Lépreux repousse Saladin près de Beyrouth[1].